# Joaquim Pinto Machado
Joaquim Germano Pinto Machado Correia da Silva GCIH, em chinês tradicional: 馬俊賢, (Porto, Miragaia, 15 de Junho de 1930 - 14 de Março de 2011) foi um médico, professor universitário e político português.
Filho de Joaquim Correia da Silva e de Maria do Pilar de Matos Pinto Machado.

## Actividade académica
- Professor Catedrático da Faculdade de Medicina da Universidade do Porto;
- Fundador do Curso de Medicina da Escola de Ciências da Saúde da Universidade do Minho;
- De 2001 até 2007 foi Director do Curso de Medicina da Escola de Ciências da Saúde da Universidade do Minho;

## Actividade política
- 1969 - Deputado à Assembleia Nacional pelo partido (único) Acção Nacional Popular, ingressando num grupo de deputados reformistas liderado por Francisco Sá Carneiro e conhecido como Ala Liberal, até 1973;
- 1974 - membro do Partido Social Democrata (PSD);
- 1978 - membro do Conselho Nacional do PSD;
- 1985 - Mandatário da candidatura presidencial de Mário Soares;
- 1986 - Governador de Macau, por nomeação do Presidente Mário Soares, de 15 de Junho de 1986 a 8 de Julho de 1987;
- 2005 - Membro da Comissão de Apoio a Cavaco Silva na campanha às eleições presidenciais;

## Outras
- Membro da Academia de Ciências de Lisboa desde 8 de Janeiro de 1998
- A 16 de Fevereiro de 2012 foi agraciado a título póstumo com a Grã-Cruz da Ordem do Infante D. Henrique[1]